# Exclusiv – Das Starmagazin
Exclusiv – Das Starmagazin (ehemals Explosiv Telegramm) ist ein Boulevardmagazin bei RTL, das seit dem 2. Mai 1994 werktags ausgestrahlt wird. Es wird seit der ersten Folge von Frauke Ludowig moderiert, ihre Vertretung ist Bella Lesnik. Sporadisch moderiert in Abwesenheit beider Moderatoren auch Kena Amoa.

## Sendung
Das etwa zehnminütige Boulevardmagazin präsentiert von 18:30 bis 18:45 Uhr aktuelle Geschichten über Prominente. Meist besteht eine Sendung aus drei Beiträgen, einem Block mit mehreren Kurzmeldungen, sowie der abschließenden Rubrik „Bilder des Tages“. Das Magazin wird live aus Köln ausgestrahlt.
Die Sendung ging aus einem Ableger von Explosiv – Das Magazin namens Explosiv Telegramm hervor. Bereits Explosiv Telegramm wurde von Frauke Ludowig moderiert, die zuvor bei Explosiv – Das Magazin die Moderatorin Barbara Eligmann vertrat. 1995 erfolgte die Umbenennung in Exclusiv – Das Starmagazin.
Manchmal übernehmen Prominente die Reporterrolle, wie zum Beispiel Tanja Tischewitsch, Natascha Ochsenknecht, Carmen Geiss oder Larissa Marolt.

## Ableger
Von Juli 2021 bis Februar 2023 wurde jeweils samstags auf RTL+ ein Podcast zur Sendung namens Exclusiv – Der Podcast mit Moderatorin Bella Lesnik veröffentlicht. 
Im Oktober 2024 wurde das Format unter dem Titel Frau Keludowig und Tine – exclusiv und ungeschminkt neu konzipiert. Moderatorin Frauke Ludowig und ihre Stylistin Tine Siepmann sprechen darin wöchentlich über berufliche sowie private Erlebnisse aus ihrem Alltag.

### Exclusiv – Weekend
Mit vertiefenden Reportagen startete Exclusiv – Weekend 1998. Bis August 2021 lief die Ausgabe sonntags von 17:45 bis 18:45 Uhr. Bis Ende 2014  konnte sie in Bayern wegen des dort ausgestrahlten Regionalfensters nicht empfangen werden. An Wahl-Sonntagen wurde das Magazin durch eine kurze Ausgabe von RTL aktuell mit Wahlanalysen unterbrochen. Von September 2021 bis Juni 2022 wurde die Weekend-Ausgabe samstags zur gleichen Uhrzeit ausgestrahlt. Im Juni 2022 wurde der Sendeplatz wieder auf Sonntag zurückverlegt, zunächst auf 19:05 Uhr, im September 2023 wieder auf 17:45 Uhr.

### Exclusiv Spezial
Bei aktuellen Anlässen wie auch gesellschaftlichen Großereignissen werden Sondersendungen oft als Vor-Ort-Berichterstattungen unter dem Titel Exclusiv Spezial ausgestrahlt. Seit 2017 wird jeden Freitag an die Let’s Dance-Liveshow das Exclusiv Spezial – Let’s Dance live vom Tanzparkett ausgestrahlt. Mit den ausgeschiedenen Kandidaten und weiteren Gästen wird das aktuelle Geschehen der Tanzshow besprochen und analysiert.

## Moderation

Moderatoren
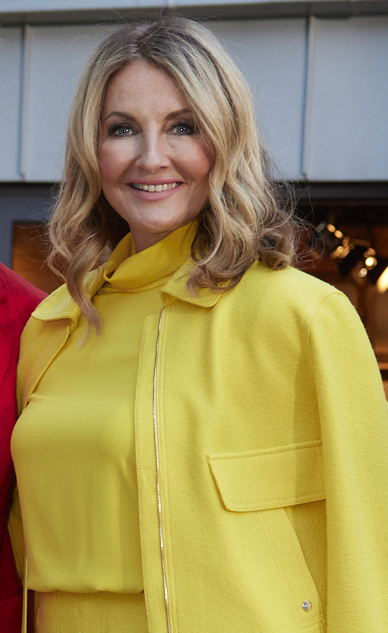
Frauke Ludowig
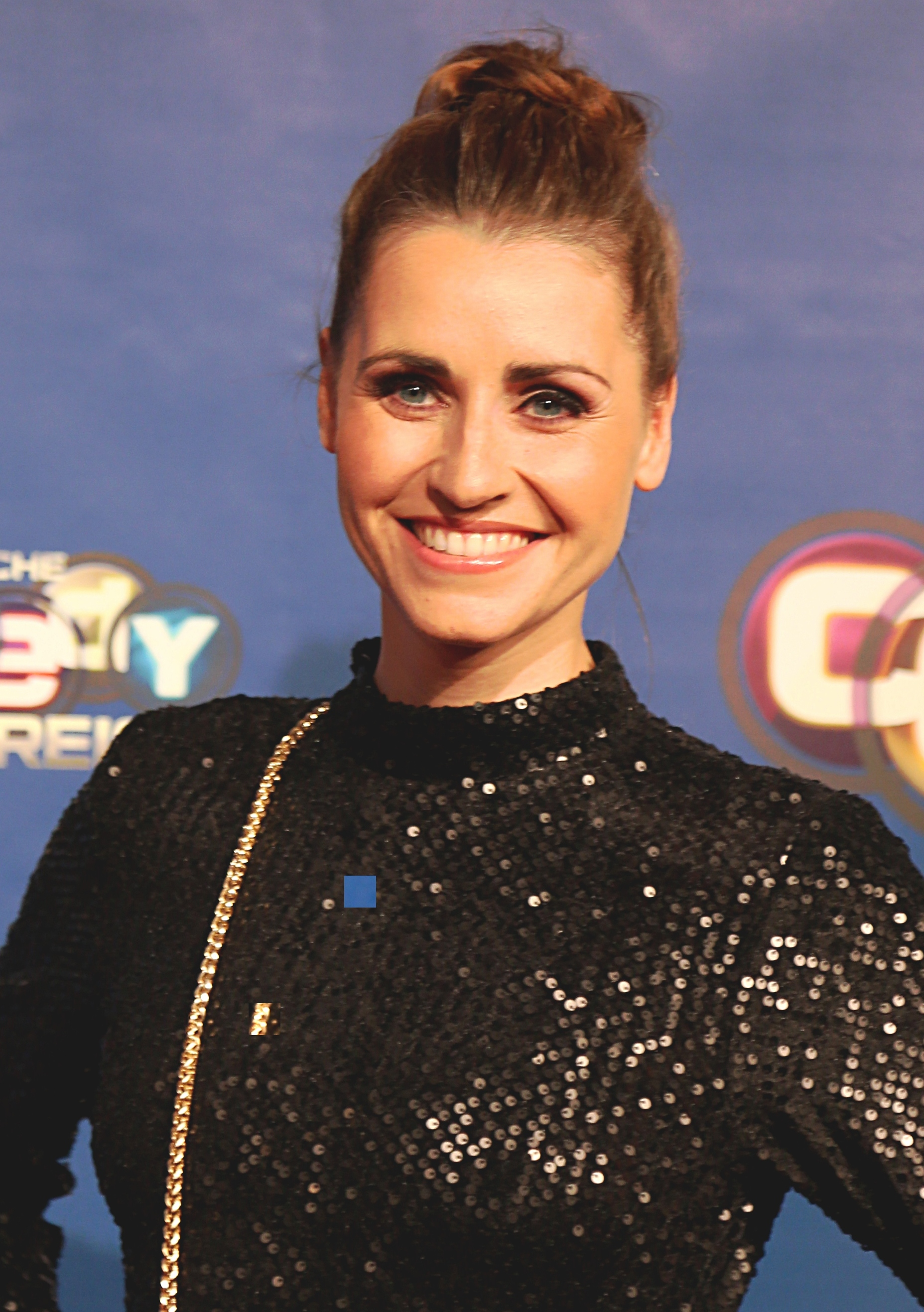
Bella Lesnik
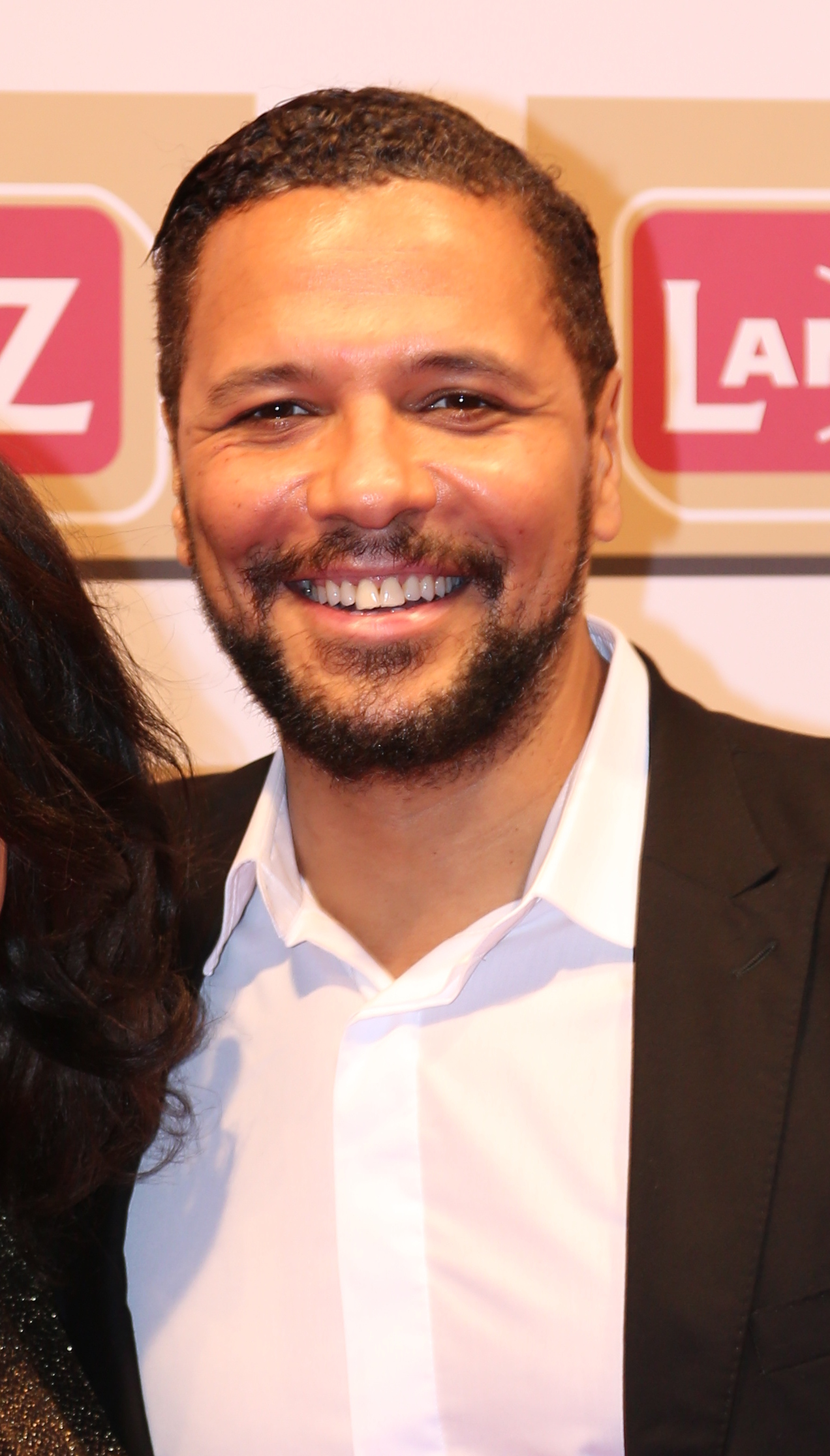
Kena Amoa

| Aktuelle Moderatoren  | Bemerkung        | Jahr(e)   |
| Frauke Ludowig        | Hauptmoderatorin | seit 1994 |
| Bella Lesnik          | Hauptvertretung  | seit 2015 |
| Kena Amoa             | Vertretung       | seit 2007 |
| Ehemalige Moderatoren |                  |           |
| Claudia Lehmann       | Vertretung       | 1996      |
| Boris Henn            | Vertretung       | 1994–2000 |
| Leonard Diepenbrock   | Vertretung       | 2001–2015 |